# 嘉寶隧道
嘉寶隧道位於臺灣臺東縣海端鄉為臺灣省道臺20線南部橫貫公路東段上重要的人車通行隧道，海拔標高約651公尺，該隧道曾被新聞媒體評選為臺灣五大猛鬼隧道的第四名。

## 沿革

### 背景
臺20線南部橫貫公路為臺灣橫貫中央山脈與雪山山脈的北中南三條重要橫貫公路，其分為臺南市出發至關山埡口的西段與關山埡口到臺東縣海端鄉的東段，其中東段於1969年7月動工興建，1972年10月全線完成貫通，同年12月通車，初期全線道路採礫石道路為主，直到1994年全線才鋪設瀝青混凝土道路鋪面。

### 第一代嘉寶隧道
第一代嘉寶隧道於1972年10月與南橫公路全線貫通一同完成啟用，然而完工未久隧道西段即受到地質惡劣影響不斷發生擠壓與崩坍問題，造成車道淨空不足無法正常通行。

### 第二代嘉寶隧道
1987年11月為改善嘉寶隧道西口擠壓變形問題，公路總局展開隧道改建工程，並增建為雙向雙車道隧道，全長300公尺、寬7.5公尺。施工期間同樣遭遇地質脆弱惡劣的問題，開挖時頂拱岩塊崩落、湧水等現象，最終施工單位仍克服問題於1989年完工通車。
1991年嘉寶隧道西段再度發生襯砌斷裂與頂拱產生裂痕的問題，經公路總局全面進行地質調查，判定隧道西口可能為處於大面積的活動崩塌地上，1998年至1999年間，施工單位進行隧道強化工程，於隧道拱背填灌漿、襯砌龜裂處掛網噴漿、樹脂岩栓打設、側壁埋設水平集水管及預力岩錨等多項措施。
然而嘉寶隧道仍持續發生襯砌龜裂剝離、側壁斷面擠壓錯動及鋪面下陷等異狀，且隧道西口外的公路亦陸續發生路基下陷及大小規模不等之崩塌現象。
經過詳細得地質調查與監測，嘉寶隧道所在的區域地質上屬於中央山脈東翼地質區的大南澳片岩，岩性主要包括黑色片岩、綠色片岩及矽質片岩等，並夾各類岩脈及石英脈等，岩體強度易受風化程度及不連續面影響，並受複雜且強烈之應力擠壓作用，片理面呈現長短交錯褶皺行為，故具有片理方位較不一致且傾角有高有低之特性。
初步評估嘉寶隧道西口的山體滑動模式主因為，一旁的新武呂溪V型河谷長期淘刷及河岸解壓所致，研判因河床逐年刷深下切，岩塊下滑至河岸解壓後，風化作用由河岸之自由面逐漸向岩體內部發展，造成邊坡岩體存在深淺不一的裂縫，因而裂解成大小不一的岩塊，相互牽制及推移作用，且各塊體滑移時間並非同時，也因此造成歷年來針對隧道西口滑坡的監測成果無法繪出如土層邊坡的滑動層面圖。
而這些研究成果也顯示嘉寶隧道西口的岩盤中片理及剪裂帶豐富，若地下水量豐沛時，可能引發強度降低或變形開裂的狀況，因此公路總局採邊坡整治排水工法，於西口左側設置集水井，井內鑽設輻射狀排水管以利於豪雨時能夠迅速將岩盤中的滲漏水加速排出，減緩並抑制地層的持續滑動，減少因邊坡滑動對現有嘉寶隧道的影響。
而在2015年6月公路總局辦理的南橫公路莫拉克風災災後復建工程會勘中，擔任諮詢委員的前公路總局局長葉昭雄針對嘉寶隧道提出評估認為，該地區為地質不穩定區域，未來仍有可能發生大規模崩坍狀況，宜利用以往調查、研究、評估資料尋求長期整治方案，並必要時與相關河川整治單位合作，進行邊坡抑制工程減緩邊坡下滑趨勢。
2017年9月臺灣新聞媒體評選出全臺5大猛鬼隧道，其中南橫公路上的大關山隧道與嘉寶隧道雀屏中選，嘉寶隧道以「地處偏僻、路況險峻，光是深夜行經該路段，就有種莫名的壓迫感。」的理由獲選為第四名。